# Săhăteni
Săhăteni là một xã thuộc hạt Buzău, România. Dân số thời điểm năm 2002 là 3379 người.